# Río Blanco (Chiapas)
Río Blanco es una localidad del estado mexicano de Chiapas. Es parte del municipio de La Independencia.

## Demografía
| Gráfica de evolución demográfica |
|                                  |

| Censo | Población |
| ----- | --------- |
| 1910  | 104       |
| 1921  | 59        |
| 1930  | —         |
| 1940  | 87        |
| 1950  | 84        |
| 1960  | 269       |
| 1970  | 411       |
| 1980  | 591       |
| 1990  | 983       |
| 2000  | 1 251     |
| 2010  | 1 433     |
| 2020  | 1 515     |